# La Ferrière (Isère)
La Ferrière ist eine Ortschaft und eine Commune déléguée in der französischen Gemeinde Le Haut-Bréda mit 258 Einwohnern (Stand: 1. Januar 2022) im Département Isère in der Region Auvergne-Rhône-Alpes. Die Einwohner nennen sich Biassus bzw. Ferriérins.
Die Gemeinde La Ferrière wurde am 1. Januar 2019 mit Pinsot zur Commune nouvelle Le Haut-Bréda zusammengeschlossen. Sie gehörte zum Arrondissement Grenoble und zum Kanton Haut-Grésivaudan.

## Geographie
La Ferrière liegt in der Landschaft Grésivaudan am Oberlauf des Flusses Bréda. Das Wintersportgebiet Les Sept Laux reicht in die Commune déléguée hinein. Umgeben wurde die Gemeinde La Ferrière von den Nachbargemeinden Pinsot im Norden und Nordosten, Saint-Colomban-des-Villards im Osten, Vaujany im Süden, Allemond im Süden und Südwesten, Laval-en-Belledonne im Südwesten, Les Adrets im Westen und Südwesten, Theys im Westen sowie Crêts en Belledonne im Nordwesten.

## Bevölkerungsentwicklung
| 1962                       | 1968 | 1975 | 1982 | 1990 | 1999 | 2006 | 2013 |
| -------------------------- | ---- | ---- | ---- | ---- | ---- | ---- | ---- |
| 252                        | 245  | 189  | 204  | 191  | 214  | 225  | 231  |
| Quellen: Cassini und INSEE |      |      |      |      |      |      |      |

## Sehenswürdigkeiten
- Kirche Saint-Maximin aus dem 19. Jahrhundert